# An-Nasāʾī
An-Nasāʾī, vollständig Ahmad ibn ʿAlī ibn Schuʿaib an-Nasāī, Abū ʿAbd ar-Rahman arabisch أحمد بن علي بن شعيب النسائي, أبو عبد الرحمان, DMG Aḥmad b. ʿAlī b. Šuʿaib an-Nasāʾī, Abū ʿAbd ar-Raḥmān (* 830 in Nasā, einem Ort in Chorasan in Iran, fünf Tagesreisen von Merw entfernt; † 915 in Ramla oder Mekka) war ein islamischer Traditionarier und Verfasser einer der sechs kanonischen Hadith-Sammlungen im islamischen Traditionswesen. In den arabischen Gelehrtenbiographien, wie Ibn Hadschar al-ʿAsqalānī, adh-Dhahabī, as-Suyūtī, al-Maqrīzī (geboren 1364; gestorben 1442), as-Subkī (geboren 1327; gestorben 1370 in Kairo) u. a., erscheint sein Name Ahmad ibn Schuʿaib ibn ʿAlī.

## Leben
Die arabischen Biographen liefern nur lückenhafte und wenig informative Berichte über ihn. Die umfangreichste Biographie über ihn verfasste adh-Dhahabī im 14. Jahrhundert mit seinen Hinweisen auf ältere biographische Quellen und mündliche Überlieferungen. Auf seinen Studienreisen „um Wissen zu erlangen“ (fī ṭalab al-ʿilm), die er schon 845 begann, studierte er bei berühmten Traditionariern in Chorasan, im Irak, in Damaskus und im Hedschas. Nach seinen Studienreisen ließ er sich in Ägypten nieder, wo er seine wissenschaftlichen Aktivitäten auf dem Gebiet des Hadith und der Koranexegese entfaltete und dort seine wichtigsten Werke verfasste. In der Rechtslehre folgte er der schāfiʿitischen Schule; deshalb wird er auch in den „Klassenbüchern“ der Schafiiten von as-Subkī in einer Kurzbiographie genannt. Einer seiner zahlreichen Schüler in Ägypten war at-Tahāwī (* 853; † 933) der damals bekannteste Theoretiker auf dem Gebiet der Hadithwissenschaften. 
In seinem Privatleben in Ägypten war er für seine Vorliebe für Frauen bekannt, worüber adh-Dhahabī und der ägyptische Lokalhistoriker al-Maqrīzī in ihren Gelehrtenbiographien ausführlich zu berichten wissen: er hatte vier Ehefrauen und unterhielt mehrere gekaufte Konkubinen, die er aber wie seine Ehefrauen gleichberechtigt behandelt hatte. Seine Studenten behaupteten, dass sein noch in hohem Alter strahlendes und junges Aussehen dem Genuss von nabīdh – einem je nach Region aus unterschiedlichen Obstsorten hergestellten, berauschenden Getränk – dem er sich gern hingab, zu verdanken sei.
Gemäß dem ägyptischen Lokalhistoriker Ibn Yūnus as-Sadafī (geb. 894; gest. 958), dessen Stadtgeschichte Ibn Hadschar al-ʿAsqalānī und adh-Dhahabī in ihren biographischen Werken auswerten, verließ an-Nasa'i kurz vor seinem Tod Fustat und kehrte im Jahre 914 nach Damaskus zurück. Anhänger der Umayyaden befragten ihn dort nach den Vorzügen (fadāʾil) von Muʿāwiya I., über den er sich dann mit abfälligen Bemerkungen äußerte. Wegen seiner Zuneigung zu Ali und offen bekundeter Ablehnung der Umayyaden soll er von deren Anhängern in der Hauptmoschee von Damaskus (Umayyaden-Moschee) zusammengeschlagen worden sein. Man vertrieb ihn nach Ramla, wo er im Jahre 915 starb. Aufgrund der Umstände seines Todes wird er als Märtyrer angesehen. Sein Grab befindet sich angeblich in Jerusalem. Andere Quellen berichten, dass er in Mekka beigesetzt wurde.

## Werke
- Kitāb as-Sunan al-kubrā كتاب السنن الكبرى, auch Sunan an-Nasāʿī oder Sunan aṣ-Ṣuġra genannt, ist in seiner ersten Fassung nicht erhalten. Der Verfasser hat schon während seines Wirkens in Ägypten eine Kurzfassung hergestellt, in dem die sog. „schwachen“ Traditionen mit unvollständigen Isnaden zum Teil nicht mehr berücksichtigt wurden. Diese Hadith-Sammlung nannte man al-Mudschtabā المجتبى / al-Muǧtabā / ‚Die Auswahl‘ und as-Sunan al-kubrā „Das große Sunna-Werk“. Es ist unter dem Titel „Sunan an-Nasāʾī“ mit dem ausführlichen Kommentar von as-Suyūtī und den Randvermerken zum Grundwerk (Hāschīya حاشية / Ḥāšīya[15] von as-Sindī (gest. 1724)[16] im Jahre 1987 erschienen.[17]

An-Nasāʾī ergänzt in diesem Werk die von seinen Vorgängern al-Buchārī und Muslim ibn al-Haddschādsch gesammelten Materialien durch weitere Traditionen, die von der Hadithkritik oft als „schwach“ (ḍaʿīf) eingestuft wurden oder keine vollständigen, auf Mohammed zurückgeführten Isnade (mauqūf) haben.
Seine ursprüngliche Position zu dem in seiner Zeit bekannten Hadithmaterial schildert er wie folgt:
„Ich verwerfe eine Tradition nicht, bis nicht alle Kritiker über ihre Verwerflichkeit einig sind. Verwirft sie Jahjā al-Kattān, aber Ibn Mahdī bestätigt sie, so nehme ich sie auf, denn es ist bekannt, wie strenge jener Theologe ins Gericht ging“
In der Sammlung referiert der Verfasser insgesamt 11949 Traditionen, sowohl Prophetenhadithe als auch Traditionen seiner Gefährten und deren Nachfolger, mit ihren Varianten entweder im Wortlaut oder in ihren beigefügten Isnaden. Einige Kapitel, die in den anderen  kanonischen Sammlungen nicht vorkommen, enthalten Hadithe über fromme Stiftungen (waqf) und Schenkungen, die dann im Rahmen des Stiftungs-, Erb- und Schenkungsrechts der islamischen Jurisprudenz, nicht aber im vorliegenden Werk von an-Nasāʾī, erörtert werden. Der Schwerpunkt des Werkes liegt aber in der auffällig detaillierten Darstellung der Hadithmaterialien über das islamische Ritualleben (ʿibādāt) mit zahlreichen Varianten, die in den beiden Sahih-Sammlungen von al-Buchārī bzw. Muslim ibn al-Haddschādsch nicht erhalten sind. Hierzu schreibt schon Ignaz Goldziher:
„Namentlich Al-Nasāʾī dehnt seine Sammlungen auf die geringfügigsten Subtilitäten innerhalb jedes Momentes des gesetzlichen Lebens aus. Besonders in den ritualistischen Kapiteln schwelgt er in excessiver Kleinigkeitskrämerei.“
Das Werk gelangte im 10. Jahrhundert durch ägyptische Vermittlung nach Qairawān, von dort aus nach al-Andalus und gehörte dort zu den wichtigsten Unterrichtsmaterialien in den folgenden Generationen. In Gelehrtenbiographien von Córdoba wird es noch im späten 12. Jahrhundert genannt.
- at-Tafsir تفسير النسائي / Tafsīr an-Nasāʾī; zwar wird im Sunan-Werk ein Kapitel der Koranexegese gewidmet,[22] dennoch verfasste an-Nasāʾī ein eigenständiges, aus 766 Abschnitten bestehendes Tafsīr. Der Verfasser folgt der bekannten Surenaufteilung, erläutert aber nur ausgewählte Koranverse anhand von Prophetenhadithen und Aussagen der ältesten Koranexegeten des späten 7. und frühen 8. Jahrhunderts. Das Werk ist erstmals 1990 in Kairo publiziert worden.[23] Diese Koranexegese ist im 10. Jahrhundert auf demselben Wege in Kairouan und al-Andalus verbreitet worden, wie das oben genannte Sunan-Werk.[24]

- Kitāb ad-Duʿafāʾ كتاب الضعفاء والمتروكين / Kitāb aḍ-ḍuʿafāʾ wal-matrūkīn; „Das Buch über schwache Traditionarier und die man nicht nennt“ in diesem kleinen Buch nennt der Verfasser 674 Überlieferer und eine Überlieferin, die er mit folgenden Prädikaten bezeichnet: „schwach“, „nicht glaubwürdig“ „verpönt“ u. a. und erwähnt manchmal auch, in welcher Stadt sie gewirkt haben. Es ist zusammen mit dem Kitāb aḍ-Ḍuʿafāʾ aṣ-ṣaġīr („Das kleine Buch über schwache Traditionarier“) von al-Buchari in Indien[25] und in Aleppo erschienen.

- Kitāb al-Chasāʾis كتاب الخصائص في فضل علي بن أبي طالب / Kitāb al-Ḫaṣāʾiṣ fī faḍl ʿAlī b. Abī Ṭālib „Die Besonderheiten über die Tugenden von ʿAlī ibn Abī Tālib“ ist eine Sammlung von rund hundert Seiten mit Aussprüchen über die Tugenden und über die guten, nachahmenswerten Eigenschaften von ʿAlī und seiner Familie. Das Buch ist im Orient mehrfach gedruckt worden.[26]

- Einige Fragmente und lose Blätter in arabischen Handschriftensammlungen werden an-Nasāʾī als Verfasser zugeschrieben.[27]